# يوشيا ملك يهوذا
يوشيا ملك يهوذا (بالعبرية: יֹאשִׁיָּהוּ) وهو ملك مملكة يهوذا من سنة 641 ق م إلى 609 ق م حسب الكتاب العبري، ينسب إلى هذا الملك قيامه بعدة إصلاحات في مملكته بخصوص العبادة بعد اكتشافه نصوص من الكتاب العبري في هيكل سليمان، حيث ظهرت هذه النصوص تهدد بسقوط مملكة يهوذا ما لم يرجع شعب يهوذا لعبادة الله الواحد وتركه لعبادة الأصنام، وبعد هذا الاكتشاف قام يوشيا بتحطيم جميع الأوثان في المملكة ما عدا تابوت العهد لكي يجعل شعب يهوذا يعبد الله الواحد، خلف يوشيا الحكم من والده أمون، يذكر سفر إرميا أن عندما حاول نخاو الثاني ملك مصر عبور أرض يهوذا لمساعدة ملك آشور من البابليين، حاول يوشيا منعه فحذره نخاو الثاني وقال له ما لك ولي يا ملك يهوذا، إلا أن يوشيا لم يقبل بعبور الجيش المصري من يهوذا في أرض مجدو فتقاتل ضد الجيش المصري وقتل هناك وبعد مقتله رثاه إرميا ووضع سفر خاص له وهو سفر مراثي إرميا تولى الحكم بعده إبنه يهوآحاز، وحسب إنجيل متى يعتبر يوشيا واحد من أجداد يسوع.